# علی میرزا
علی میرزا (انگلیسی: Ali Merza؛ زادهٔ ۷ ژوئیهٔ ۱۹۸۸) بازیکن هندبال اهل بحرین است.